# Климент I
Кли́мент I (лат. Clemens Romanus I, умер в 97, или 99, или 101 году), также Кли́мент Ри́мский — святой Православной и Католической церкви, апостол от семидесяти, епископ Рима (согласно официальной хронике Римской Католической церкви, с 88 или 90 по 97 или 99 год), один из мужей апостольских. Широко почитался в Древней Руси.
Почитаем в Православии как один из первых христианских проповедников на территориях Северного Причерноморья, которые через тысячу лет стали землями Киевской Руси. По преданию, около 98 года был сослан из Рима в Инкерманские каменоломни, где проповедовал. Встретил мученическую смерть в Херсонесе. Память в Православной церкви — 25 ноября (по юлианскому календарю), в Католической церкви — 23 ноября.

## Биография

### Свидетельства раннехристианских источников
Исторических свидетельств о Клименте сохранилось мало. Возможно, именно будущий епископ упоминается апостолом Павлом в Флп. 4:3:

Ей, прошу и тебя, искренний сотрудник, помогай им, подвизавшимся в благовествовании вместе со мною и с Климентом и с прочими сотрудниками моими, которых имена — в книге жизни.

Тертуллиан сообщает, что Климент Римский был рукоположён святым Петром. Ириней Лионский упоминает Климента как современника апостолов. Согласно Евсевию, Климент был предстоятелем римской церкви с 92 по 101 годы.

### Житие Святого Климента

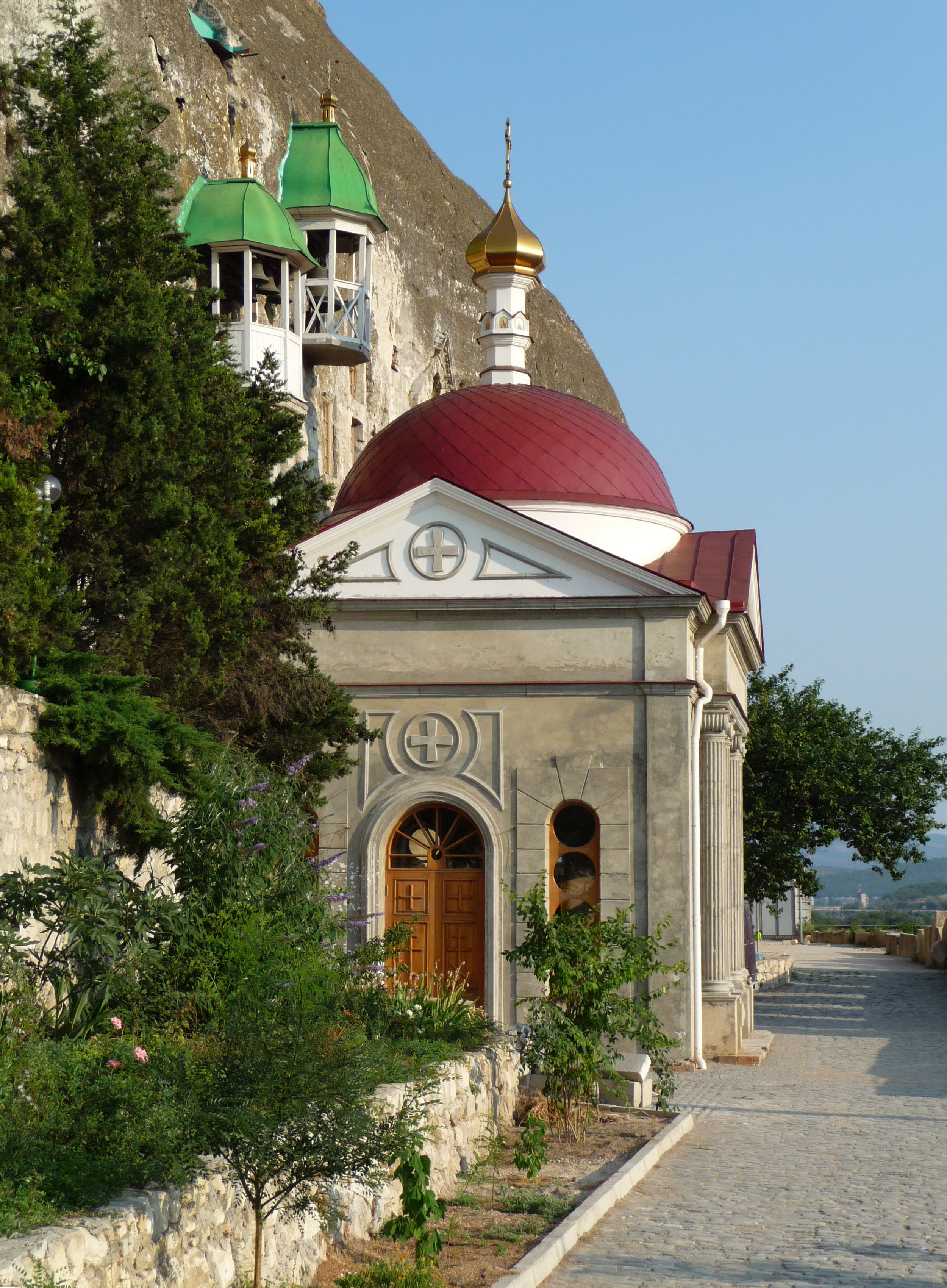
Инкерманский Свято-Климентовский пещерный монастырь

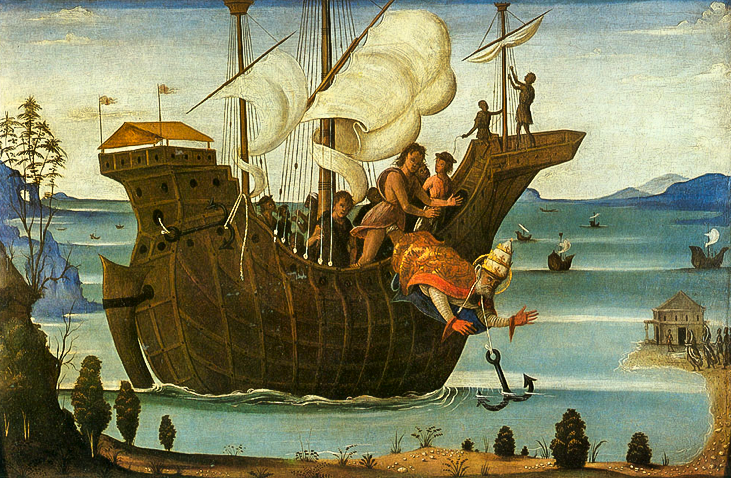
Мученичество святого Климента. Бернардино Фунгаи

Согласно православному житию святого Климента, он происходил из знатной римской семьи.
Вскоре после рождения Климента (30-е годы первого века н. э.) его мать Матфидия и два брата отправились по морю из Рима в Афины. Их корабль потерпел крушение, но они выжили, хотя потеряли друг друга. Мать Климента, оплакивая потерю детей, осталась на одном из островов Восточного Средиземноморья; малолетние же братья оказались в Иудее и были там усыновлены.
Через некоторое время отец Климента, Фавст, отправился разыскивать пропавших членов семьи, решив не возвращаться в Рим, пока не отыщет их. Климент же взрослел в Риме, изучая науки и скорбя о пропавших родичах. Ни языческая религия, ни философия не могли дать ему удовлетворительного ответа на вопрос, что происходит с людьми после смерти.
Когда Клименту исполнилось 24 года, он услышал о пришествии Христа в мир и решил узнать подробнее о его учении, для чего отправился на восток. В Александрии он слушал проповеди апостола Варнавы, а в Иудее нашёл святого апостола Петра, принял от него крещение и присоединился к его ученикам (среди которых оказались и пропавшие братья Климента, им не узнанные). Затем, по усмотрению Божию, во время путешествия апостола Петра Климент встретил мать, а потом и отца; при участии апостола семья воссоединилась, и родители приняли крещение. Климент стал одним из ближайших сподвижников Петра и был рукоположён им во епископы, а около 91 года, после смерти епископа Анаклета, возглавил Римскую церковь. Мудро управляя церковью во времена волнений и усобиц в Риме, Климент прославился многочисленными обращениями ко Христу, благодеяниями и исцелениями.
В период очередной волны гонений на христианство Климент был поставлен перед выбором: принести жертву императору или быть отправленным в изгнание на каторжные работы. В каменоломнях возле крупного античного города Херсонеса Таврического (нынешний Севастополь), отождествляемых обычно с Инкерманскими каменоломнями, Климент обнаружил большое число ранее осуждённых христиан. Работая среди них, Климент утешал их и наставлял. Близ места работы не было воды, из-за чего каторжане терпели значительные неудобства; вследствие молитвы Климента Господь открыл водный источник. Слух о чуде распространился по всему Таврическому полуострову, и многие туземные обитатели приходили креститься. Климент всякий день крестил до 500 язычников, и число христиан так увеличилось, что для них потребовалось устроить до 75 новых церквей; языческие идолы были разбиты, а капища — разрушены.
В Херсонес для наведения порядка император Траян направил специального посланника, который приказал привязать Климента к якорю и утопить в море, дабы последователи не нашли его тела. Однако по молитвам учеников Климента и остального народа море отступило от берега на три стадия (около 500 м), и люди нашли тело мученика.
Впоследствии на протяжении семи веков (вплоть до царствования византийского императора Никифора I) море каждый год отступало на несколько дней, давая возможность приходить желающим поклониться. При этом совершались многие чудеса по молитве святого, которого прославил Господь. В начале 800-х годов море перестало отступать, однако около 861 года мощи святого Климента были обретены святыми Кириллом и Мефодием при участии херсонесского епископа Георгия блаженного и священников из константинопольского собора Святой Софии. Мощи были внесены в Херсонесский храм.

### Возникновение легенды о мученичестве в Херсонесе и обретение мощей

Обретение Кириллом и Мефодием мощей св. Климента. Миниатюра из Менология императора Василия II, XI в.

Легенда о мученичестве Климента в Херсонесе складывалась постепенно. В IV в. церковный историк Евсевий Памфил отмечает его смерть в 101 году, ничего не зная о его мученичестве, ни даже о его святости. О святости Климента впервые говорит Руфин Аквилейский в конце IV века, но мучеником его тоже не считает. Впервые Климент назван мучеником в 417 году в послании папы Зосима. В VI веке Григорий Турский впервые пересказывает легенду об утоплении святого, но без географической привязки. Как полагают, отождествление херсонесского мученика Климента с римским епископом относится к эпохе святого Кирилла (в миру Константина философа) и едва ли не его личное дело.
Легенда содержит ряд антиисторических подробностей, начиная с того, что в I веке Херсонес не был частью Римской империи (хотя в нём и стоял римский гарнизон, он сохранял атрибуты суверенного города-государства) и потому, в отличие от византийской эпохи, не мог служить местом ссылки и каторжных работ. Е. В. Уханова считает, что как обретение мощей, так и перенос их в Рим были актами, направленными на примирение Константинополя с римским престолом в два момента, когда это казалось возможным: при избрании патриархом Фотия I (до его известного разрыва с папой Николаем I) и после смещения Фотия. Предполагают, что константинопольские священники (едва ли не сам Константин-Кирилл) отождествили с папой римским местночтимого святого, погребённого на островке, со временем наполовину ушедшем под воду.

### Святой Климент и Тит Флавий Клемент
Имеет место совпадение имени святого Климента с именем двоюродного брата императора Домициана и второго консула 95 года — Тита Флавия Клемента, убитого в 96 году по приказу императора (по некоторым версиям, в частности, приводимым Дионом, по обвинению в «безбожии и соблюдении еврейских обрядов», то есть за его симпатии к христианам или иудеям).

Наконец, он (Домициан) убил по самому ничтожному подозрению своего двоюродного брата Флавия Клемента (Flavium Clementem) чуть ли не во время его консульства, хотя человек это был ничтожный и ленивый и хотя его маленьких сыновей он сам открыто прочил в свои наследники, переименовав одного из них в Веспасиана, а другого в Домициана. (Светоний. Жизнь двенадцати цезарей)

В результате некоторые источники, как античные, так и современные, объединяют эти два исторических лица (например, см. примечание к соответствующему месту в переводе «Жизнь двенадцати цезарей» М. Л. Гаспарова). К тому же на участке его жены Флавии Домициллы, подвергнутой изгнанию, были обнаружены одни из древнейших христианских катакомб. Базилика Святого Климента в Риме также, по некоторым версиям, находится на месте дома консула Клемента.
Очевидно, что святой Климент был современником двоюродного брата императора Домициана, возможно тоже христианина, однако, судя по всему, это всё же два разных исторических лица: Тит Флавий Клемент был консулом в 95 году — очевидным образом эта должность, предполагавшая участие в многочисленных официальных жертвоприношениях и прочих языческих церемониях, как и близость к императору, была несовместима с римским епископством.

## Почитание

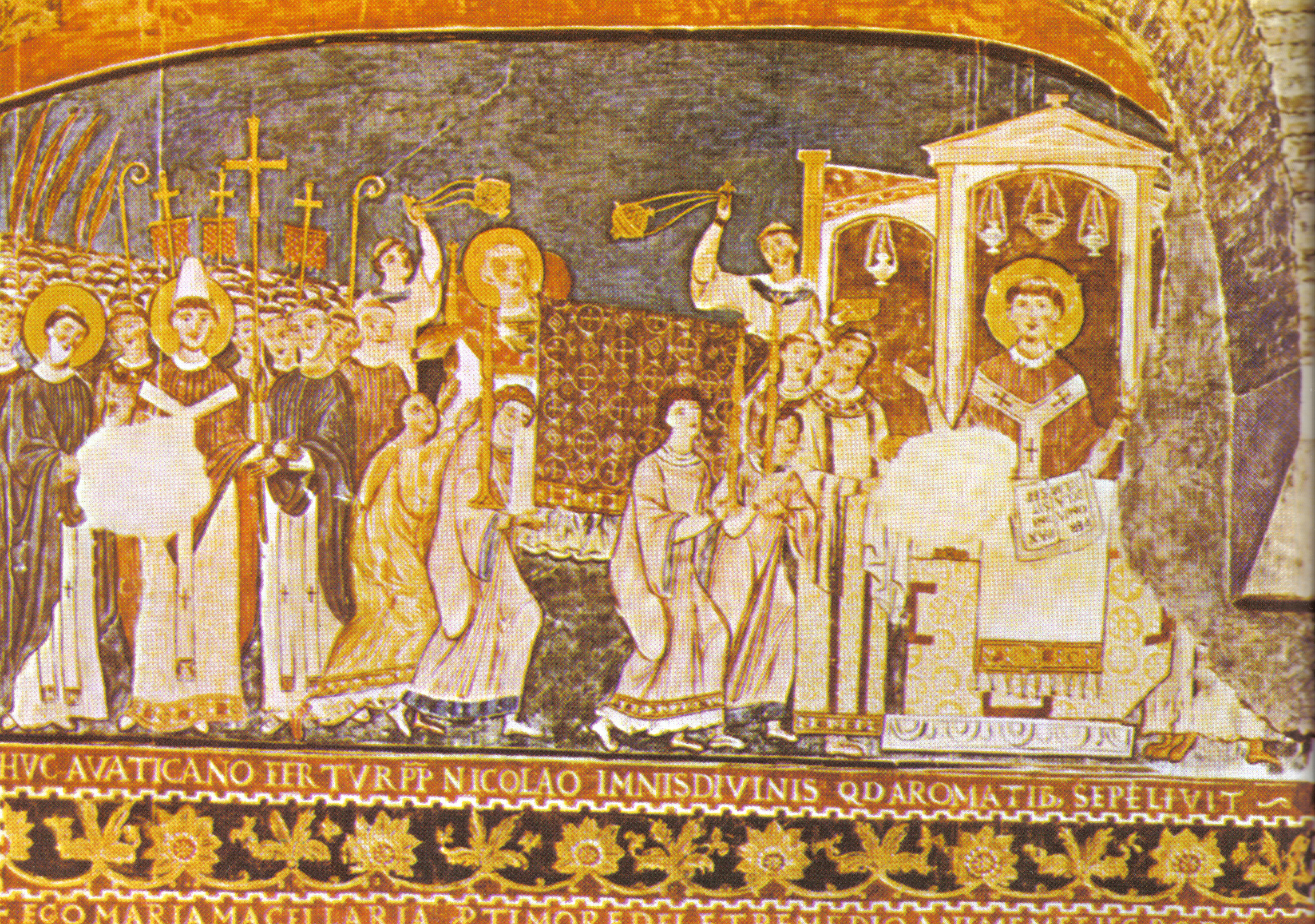
Святые Кирилл и Мефодий вносят мощи святого Климента в Рим. Фреска XI века из Базилики Святого Климента

Живший задолго до разделения церквей, святой Климент Римский одинаково почитается и православной, и католической церквями. Св. Климент пользовался широким почитанием на Руси; ему посвящены значительные храмы в Москве (Церковь Климента, Папы Римского), Торжке и иных местах. Связано это с тем, что мощи папы Климента были обретены, по преданию, святым равноапостольным Кириллом (по некоторым источникам, совместно с братом — святым равноапостольным Мефодием) в крымской Корсуни (Херсонесе) около 861 года. Святой равноапостольный Кирилл лично перевёз мощи в Рим и передал папе Адриану II, где им было устроено небывалое чествование (конец 867 — начало 868 года). Папа Адриан II утвердил богослужение на славянском языке и переведённые книги приказал положить в римских церквях. Мефодий был рукоположён в епископский сан. По мнению некоторых авторов, именно обретение мощей святого Климента освятило в глазах Римской церкви просветительскую миссию Кирилла и Мефодия среди славян и введение богослужения на славянском языке. До того среди некоторых богословов Западной церкви господствовала точка зрения, что хвала Богу может воздаваться только на трёх «священных» языках (еврейском, греческом и латинском), поэтому братья были заподозрены в ереси и вызваны в Рим. В честь обретения мощей святой Кирилл написал на греческом языке краткую повесть, похвальное слово и гимн. Первые два произведения дошли до нас в славянском переводе, который имеет надписание «Слово на перенесение мощем преславнаго Климента, историческую имущи беседу» (ряд исследователей называет его «Корсунской легендой»). Мощи святого Климента были перенесены в римскую Базилику Святого Климента. Здесь же был похоронен святой Кирилл, скончавшийся в феврале 869 года.
Часть мощей святого Климента была оставлена в Херсонесе, где покоилась в резной шеститонной мраморной гробнице, сделанной византийскими мастерами из проконесского мрамора. После захвата города князем Владимиром Великим в 988 или 989 году мощи святого Климента (вместе с мраморным саркофагом) по его приказу были перенесены в Киев, где почивали в Десятинной церкви — первом каменном храме Киевской Руси.

После всего этого Владимир взял царицу, и Анастаса, и священников корсунских с мощами святого Климента, и Фива, ученика его, взял и сосуды церковные и иконы на благословение себе.

Судя по всему, для мощей святого Климента была сделана новая рака, поскольку сын Владимира Ярослав Мудрый был похоронен 20 февраля 1054 года в Киеве в херсонесской мраморной гробнице св. Климента, сохранившейся в Софийском соборе до сих пор.
О глубоком почитании на Руси святого Климента свидетельствует «Слово на обновление Десятинной церкви» (XI век). В нём Климент определяется как первый небесный заступник русской земли, мощи которого некоторое время были, наряду с Ольгиным Крестом, единственной и главной отечественной святыней.

…Церковное солнце, своего угодника, а нашего заступника, святого, достойного этого имени, священномученика Климента от Рима в Херсонес, а от Херсонеса в нашу Русскую страну привел Христос Бог наш, преизобильной милостью Своею для спасения нас, верующих…

Частица мощей от честной главы святого священномученика Климента была передана из Киева в Инкерманский Свято-Климентовский монастырь после возобновления его работы в 1991 году; рака со святыми мощами установлена в боковом нефе Свято-Климентовского храма.
Часть мощей Климента была передана французскому епископу Шалона, приехавшему в составе посольства сватать дочь князя Ярослава Анну Ярославну за французского короля.

Когда Генрих, король французский, послал в Рабастию шалонского епископа Роже за дочерью короля той страны, по имени Анна, на которой он должен был жениться, настоятель Одальрик просил того епископа, не соизволит ли тот узнать, в тех ли краях находится Херсонес, в котором, как пишут, покоится святой Климент… Епископ исполнил это. [Далее следует рассказ о судьбе мощей св. Климента, обнаруженных Роже, к своему удивлению, в Киеве, куда он и направлялся в составе посольства].

Про Херсонес как место упокоения святого Климента было известно в Европе. Например, упомянутый выше посланник французского короля спрашивал у великого князя Ярослава Мудрого:

Не в тех ли местах находится Херсон, где, как говорят, почил Климент; отходит ли море и теперь в день его рождения и делается ли доступным для проходящих?

В XIII веке французский монах Гильом де Рубрук писал:

И плывя перед этим городом, мы увидели остров, на котором находился знаменитый храм, сооруженный, как говорят, «руками ангельскими»… Вышеупомянутая область Цесария (Крым) окружена морем с трех сторон, а именно с запада, где находится Керсона, город Климента…

В Русском императорском флоте его именем был назван ряд кораблей:
- линейный корабль Святой Климент папа Римский (1758) Балтийского флота,
- крейсерское судно Святой Климент папа Римский Черноморского флота.

Памятник священномученику Клименту Римскому в Казачьей бухте Севастополя был установлен в конце декабря 2019 и освящён 12 января 2020 года.

## Сочинения

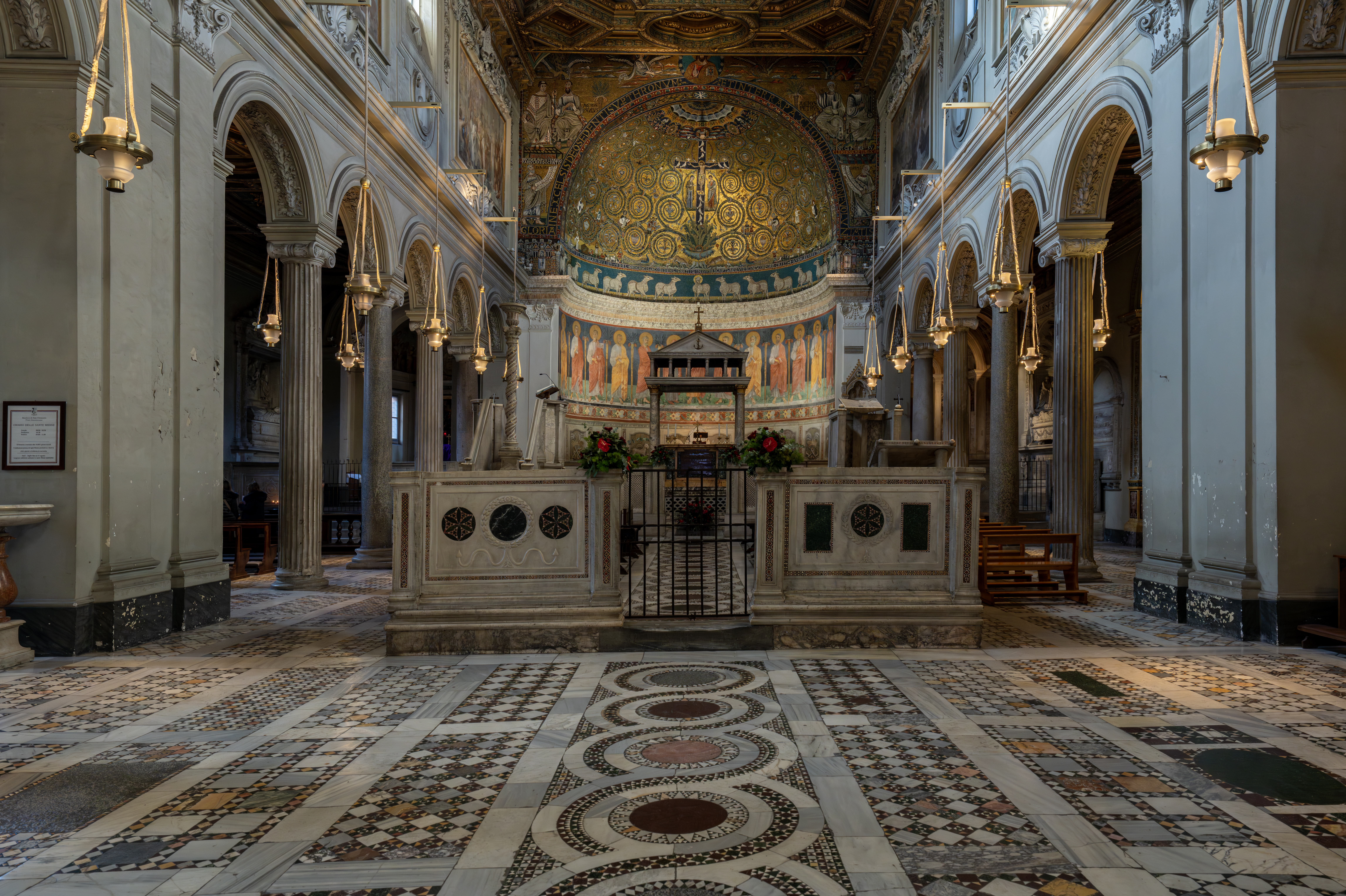
Главный алтарь и хоры Базилики Святого Климента в Риме

### Первое послание к Коринфянам
Святому Клименту приписывалось авторство двух «Посланий» (Первое и Второе к Коринфянам), направленных им в качестве епископа Рима, христианской церкви в Коринфе (Греция). В III и IV веках большинство христианских авторов рассматривало первое послание как каноническую часть Нового Завета; оно читалось на воскресных службах наряду с Новым Заветом. Текст первого послания запечатлел весомое доказательство авторитета римского епископа по отношению к другой церковной общине. Климент обращается к христианам Коринфской церкви как начальствующее лицо, желающее навести порядок в их делах: «Посланных от нас, Клавдия Эфеба и Валерия Витона с Фортунатом, немедленно отпустите к нам в мире с радостию, чтобы они скорее известили нас о желаемом и вожделенном для нас мире и согласии вашем, дабы и мы скорее могли порадоваться о вашем благоустройстве».
Считается, что идея апостольского преемства впервые была сформулирована Климентом в его «Первом послании к Коринфянам»:
«И апостолы наши знали через Господа нашего Иисуса Христа, что будет раздор о епископском звании. По этой самой причине они, получивши совершенное предведение, поставили вышеозначенных служителей, и потом присовокупили закон, чтобы когда они почиют, другие испытанные мужи принимали на себя их служение. Итак, почитаем несправедливым лишить служения тех, которые поставлены самими апостолами или после них другими достоуважаемыми мужами, с согласия всей Церкви, и служили стаду Христову неукоризненно, со смирением, кротко и беспорочно, и притом в течение долгого времени от всех получили одобрение. И немалый будет на нас грех, если неукоризненно и свято приносящих дары будем лишать епископства».

### Второе послание к Коринфянам
По жанру произведение, несмотря на своё название, никак не подходит под определение «посланий»: оно является типичной проповедью и, вероятно, первой по времени из сохранившихся христианских гомилий. Предпосылки возникновения христианского жанра гомилий сложились уже в иудаизме на рубеже новой эры (Филон Александрийский, «Четвертая книга Маккавейская» и пр.), а основы его заложены в Новом Завете (Нагорная проповедь самого Господа, проповеди апостолов, частично сохраненные в Деяниях апостолов и т. д.). Чистота учения и назидательность второго послания вместе с его древностью были причиной того, что ещё в IV веке оно употреблялось для церковного чтения наравне с Первым посланием Климента. Свидетельство это сохранилось в собрании «правил апостольских», где оно упомянуто в числе книг, назначенных для общего употребления христиан, наряду с Первым посланием Климента и другими священными книгами. Такую честь оно получило и в Александрии, как это показывает кодекс Библии, в котором сохранился его отрывок.

### Св. Климент в истории древней Руси
В древнерусском Тмутараканском княжестве, при тысяцком Ратиборе (1079 год) была выпущена серебряная монета. На одной стороне монеты лик Святого Климента. На другой надпись «От Ратибора». Имела хождение в Тмутаракани и Крыму. В настоящее время известно 11 таких монет.
Согласно Ипатьевской летописи, Климент Смолятич, ввиду отсутствия патриарха в Константинополе, был поставлен митрополитом Всея Руси с помощью головы св. Климента.

### Подложные сочинения
- Апостольские постановления — написанный от лица Климента ранний кодекс канонического права (по мнению современных исследователей, составленный в Сирии около 380 года).
- Восьмикнижие Климента (лат. Clementine Octateuch) — хорошо известное в VI—VII в. сочинение, упоминаемое в ряде работ Севира Антиохийского и впоследствии переведенное в 687 году с греческого языка на сирийский Иаковом Эдесским[21].
- «Климентины» или «Псевдо-Климентины» — группа памятников древнехристианской письменности IV века[22].
- Два окружных послания «О девстве» («De virginitate»), написанные в III веке неизвестным автором в Палестине либо в сиро-палестинском ареале (входят в состав Климентин)[22][23][24].

Климент Римский на гербе Инкермана
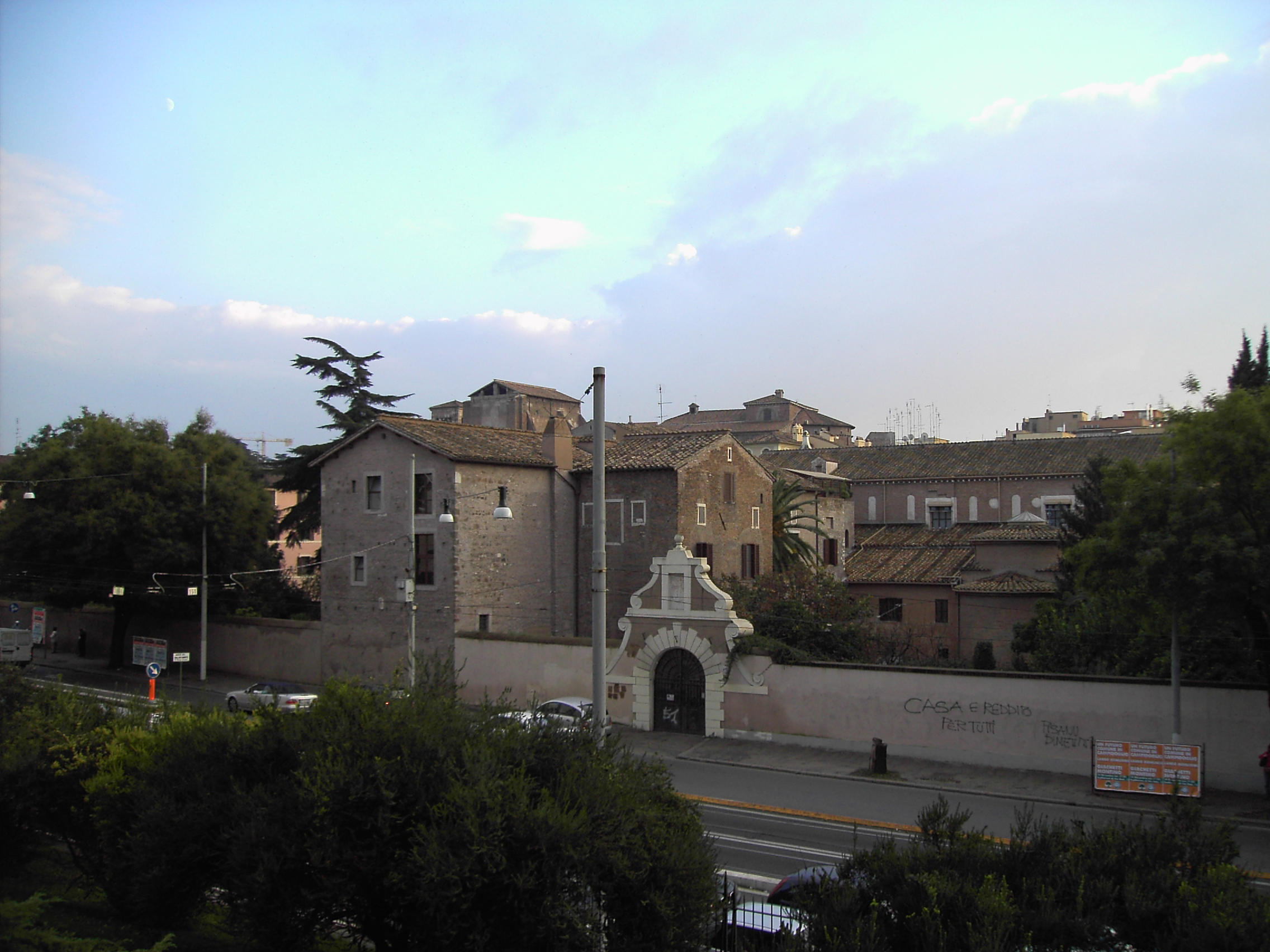
Базилика Святого Климента в Риме
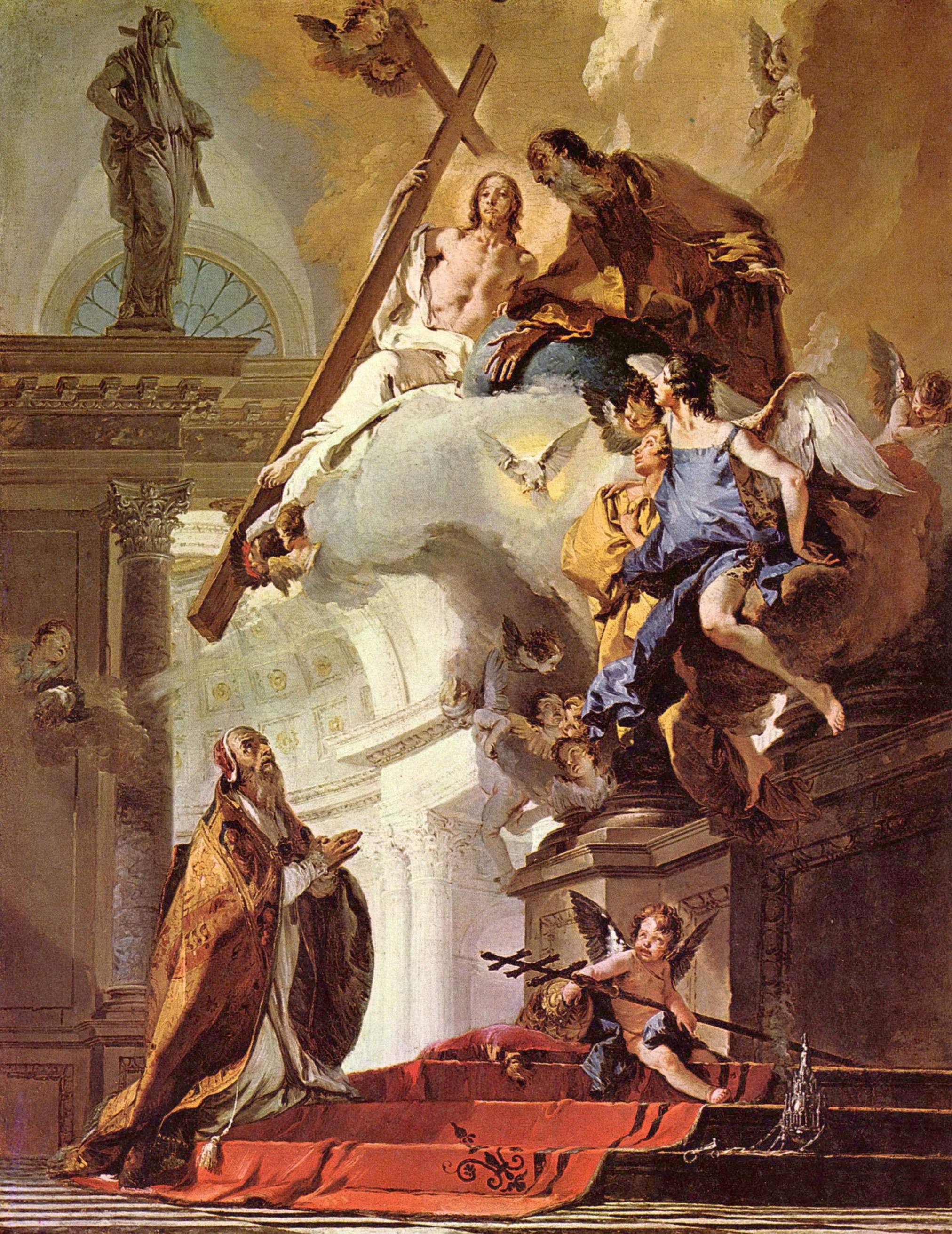
На фреске Дж. Б. Тьеполо
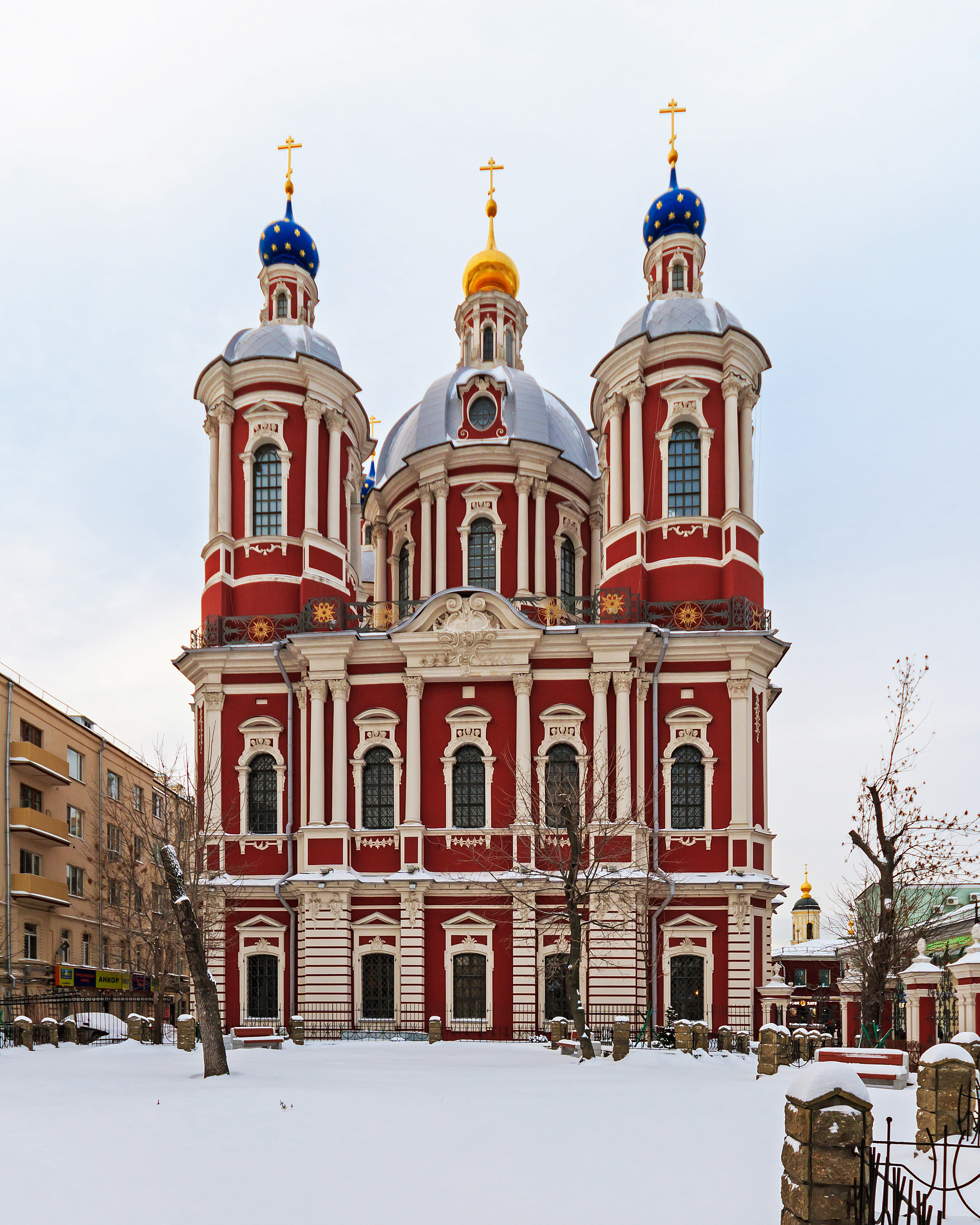
Церковь Климента Папы Римского в Москве